# DAVE FROMM
DAVE FROMM（デーヴ・フロム、1959年3月31日 - ）は、日本でDJ、またTV-CM、映画、イベントで活動するタレント。ヴォイスガレージに所属。アメリカ合衆国ウィスコンシン州ミルウォーキー出身。

## 来歴・人物
父親はドイツ系アメリカ人牧師のエルウッド・フロムで、母親は日本人のハーフ。父・エルウッドは北海道をはじめ日本各地で宣教師として活動した人物。
生まれはミズーリ州セントルイス。幼少期から日本とアメリカの両国で過ごし、日本では北海道や東京都調布市などのインターナショナルスクール（アメリカンスクール・イン・ジャパン）、アメリカでは高校から大学時代（ウィスコンシン大学 ミルウォーキー校）を主に過ごす。
日本にて外資系音楽機材メーカーの営業社員を経て、その声の良さをクリス・ペプラーに見出されヴォイスガレージに所属、ラジオDJやナレーターを始める。
2003年より続く『The Dave Fromm Show』では、卓越したトークとユーモア、優れた選曲でInterFMの看板DJとして活躍。番組内で相棒となるジョー横溝との掛け合いトークは、幅広い層のリスナーを獲得し、多くの有名ミュージシャンたちからも支持されている。
2017年2月に催された番組イベントでは、ラジコのタイムフリーレーティング調査にて局内トップ聴取率であったことが発表された。
『LEON』編集長の岸田一郎が創刊したファッション雑誌『GG』にて2017年7月号よりモデルとして活動。180cmを超える身長とその容姿により、仕事で訪れていたゴルフイベント会場にてスカウトされたことがモデルデビューのきっかけとなる。
2022年7月、心疾患により入院。後日、精密検査の結果脳梗塞も発見され、以後休業。
2023年6月9日、自身の看板番組『The Dave Fromm Show』に療養後初となる3時間の生出演を果たした。
趣味はゴルフ、野球観戦（ヤクルトスワローズとミルウォーキー・ブルワーズのファン）。
二人の娘を持つシングル・ファーザーで、次女はモデルのパトリシア希美。

## 出演

### ラジオ
- 「ANTE MERIDIAN」(J-WAVE)
- 「COLD VOX」(J−WAVE)
- 「City Lights」(FM79.5)
- 「Harbor lights」(FM横浜)
- 「Hypersonic」(FM横浜)
- 「Midnight Cruise for Lovers」(2007年4月 - 、Suono Dolce)
- 「SUNSET DRIVE」(FM横浜)
- 「THE NITE」(FM横浜)
- 「THUNDER STORM」( - 2003年3月31日、FM横浜)
- 「WHAT'S UP YOKOHAMA」(FM横浜)
- 「The Dave Fromm Show」(2003年4月1日 - 、InterFM897)
- 「セッション2009」(2004年10月 - 、 NHK-FM、オープニングナレーション)
- 「ヨコハマ・ソウル・トレイン」(FM横浜)

### 番組ナレーション
- 「GOLF NOW」(TX)
- 「Making the video」(MTV)
- 「NEWS ZERO」(NTV､コーナータイトル)
- 「ZiP!」(NTV､コーナータイトル)
- 「おすぎのシネバラ!」(NECO)
- 「たけしの誰でもピカソ」(TX)
- 「ガールズ・ライク・マネー!」(2009年2月 - ､NTV)
- 「ゴルフ14本の美学」(TX)
- 「ゴルフトーナメント」(TX、オープニングNa)
- 「シネ通!」(TX)
- 「ジャングルTV」(TBS)
- 「スクールLIVE SHOW」(2012年4月 - 、NHK Eテレ､オープニングNa)
- 「スポルト」(CX､サウンドロゴ)
- 「ズームインSUPER」(NTV､コーナータイトル)
- 「ディズニーLIVE!ミッキーとハッピーバースディ くまのプーさん」(中京テレビ)
- 「ワールドカップバレー」(CX､タイトルコール)
- 「中田英寿 僕が見た、この地球。」(NTV)
- 「催眠の森」(NTV)
- 「朝までROCK YOUギリギリまる生QUEEN祭り」(NTV)
- 「来日直前特番 WE WILL ROCK YOUがやってくる」(NTV)
- 「東京JAZZ」(NHK)
- 「歌スタ」( - 2010年3月､NTV)
- 「番宣」(AXN)
- 「番宣まつり」(J-sports)
- 「穐吉敏子ジャズオーケストラ」(NHK)
- 報道特番「ACTION2009」(NTV)

### 雑誌
- GG（GGメディア）レギュラーモデル（2017年7月号 - ）

### その他
- 野村義男 アルバム「440Hz with〈LIFE OF JOY〉」（2020年2月29日、エムアイティギャザリング） - 5曲目「ねぎねぎフルフル」に参加

- Crazy Taxi2、Crazy Taxi3 High roller　にて登場キャラクターicemanの声優を担当